# Есватини
Кралство Есватини (на свази: Umbuso weSwatini, до 19 април 2018 г. Свазиленд, също Суазиленд) е малка държава в Южна Африка.

## География
Есватини е една от най-малките държави на континента Африка (по-малка от нея е само Гамбия). Разположена е на границата между Южноафриканската република на запад и Мозамбик на изток. Името произлиза от името на племето свази от групата банту.
Есватини предлага голямо разнообразие от пейзажи – от планини, разположени по границата с Мозамбик, до савани на изток и тропически гори на северозапад. Няколко реки преминават през страната.

## История
На територията на кралство Есватини са открити предмети, сочещи за човешка дейност още от каменната ера. Праисторически рисунки върху скали, датиращи още от 25 000 г. пр.н.е.
Най-ранните обитатели на тази територия са ловците Койсан. По-късно те са заменени от племената на Банту по време на техните миграции. Има следи от земеделие и използване на желязо още през 4 век. Хората са говорели език, предшественик на днешните соту и нгуни. Управляващият и днес род Дламини се установява през 18 век.
Държавата на свазите е била обявена за английски протекторат през 1906 година. На 6 септември 1968 страната е провъзгласена отново за независима. В същия ден Мбабане е обявен за столица.

## Административно деление
Есватини е разделен на 4 района:
- Хохо
- Лубомбо
- Манзини
- Шиселвени

Столицата Мбабане има население 95 207 души (преброяване 2007), а вторият по големина град в страната Манзини има 73 000 души население. Други по-големи градове са Лобамба, Ситеки и др.

## Население
Населението на Есватини към 1 юли 2008 г. е 1 128 814 души, като през 2005 е било 1 173 900 души, отрицателният естествен прираст се дължи на СПИН епидемията сред чернокожото население. Гъстота на населението е 66,1 жители на кв. км. Естественият прираст е 31. Средна продължителност на живота: мъже – 39.8 г., жени – 39.4 г. Страната е в състава на Британската общност. Името на страната идва от племето свази смесено с малко зулу и бели африканци, потомци най-вече на британци и африкана. Традиционно свазите са земеделци и животновъди, но сега повечето работят в сферата на градската икономика и в правителството. Някои свази работят в мините в Южна Африка. В Есватини също има и португалски заселници и черни бежанци от Мозамбик. Християнството в Есватини е смесено с традиционни вярвания и религии.

### Расов състав
- 97% – черни
- 3% – бели африканци (33 000 души)

## Държавно устройство
Есватини е кралство, като от 1986 г. крал на страната е Мсвати III. Традиционно кралят управлява заедно с майка си Индовузаки (букв. Голямата слоница), като кралят е административен глава на държавата, а майка му е духовен водач.

## Икономика
Икономиката на страната зависи почти изцяло от селското стопанство, в което е заета преобладаваща част от населението. Главните култури са захарна тръстика, царевица, памук, просо, картофи. Животновъдство: едър рогат добитък, козе, овци, свине.
70% от населението живее в селата и в резултат на сушите хиляди хора остават без препитание. В страната има 40% безработица и почти 70% от населението живее с по-малко от 1 долар на ден. Есватини е на средно ниво според индекса на човешкото развитие (ИЧР).
Едни от най-големите проблеми за страната са ерозията на почвата, сушите и наводненията. През 2004 г. е оповестено, че 38,8% от населението на страната е заразено с вируса на СПИН (за повече информация: СПИН в Африка). Министър-председателят Темба Дламини обявява хуманитарна криза заради комплексния ефект от растящата бедност, големия брой на заразените със СПИН и многото суши през годината.
Есватини има добре поддържани връзки с Република Южна Африка, както и железопътни линии от изток на запад и от север на юг.

### Правителство
- Правителство на Есватини официален сайт.
- Министерство на туризма Архив на оригинала от 2023-06-08 в Wayback Machine. официален сайт.

### Новини
- Таймс от Есватини Архив на оригинала от 2022-04-11 в Wayback Machine. вестник.

### Преглед
- BBC News – Есватини.

| Портал | Портал „Африка“ съдържа още много статии, свързани с Африка. Можете да се включите към Уикипроект „Африка“. |